# キディヤ
キディヤ（アラビア語: القِدِّية, 発音 [ə- alɡɪdːijːa]）はサウジアラビア王国・リヤドで計画されている娯楽メガプロジェクトで、サウジビジョン2030の一環。

## 概要
同プロジェクトはパブリック・インベストメント・ファンドが支援されており、全面完成すれば年間1700万人が来訪されるという。
2023年12月7日、ムハンマド・ビン・サルマーン皇太子は、キディヤ・シティの都市計画を発表した。計画では32万5,000人以上の雇用を創出し、年間1,350億サウジアラビアリヤルをもたらす見込みであると伝えた。皇太子は「これはサウジアラビアの経済と国際的地位に良い影響をもたらすほか、リヤドの戦略的地位を高め、その経済成長に貢献するでしょう。生活の質を向上させ、リヤドを世界トップ10に入る経済都市にすることが目的です」とキディヤは完成後、世界有数のエンターテイメント、スポーツ、文化の拠点になると皇太子は述べた。

## 計画されている活動

### シックス・フラッグス・キディヤ
2016年6月28日、北米を中心に展開している遊園地シックス・フラッグスがキディヤに建設されると発表された。計画では、6のエリアが設けられ、28のゲームやアトラクションが配置される予定。また、「ファルコンズ・フライト」や、世界で最も高くて速いローラーコースターなど建設予定である。2021年12月12日に建設工事が始まった。

### ゲーミング&eスポーツ地区
2023年12月14日、エンターテインメント、スポーツそしてカルチャーをテーマにした、「ゲーミング&eスポーツ地区」を建設し、世界中のゲーマーを魅了し、ゲームとeスポーツのグローバルな中心地となることを発表した。計画では、50万m2以上の広さを誇り、10万m2以上の飲食店、小売店、エンターテインメントスペースなどゲームの世界感をリアルに再現する。また、2,000戸を超えるテーマ別の住宅や、700室を超えるホテルなども建設予定。

### スピード・パーク・トラック
2024年3月5日、キディヤ・インベストメント・カンパニーは、キディヤに新サーキットのプロジェクトを発表した。2021年にサウジアラビアで初めてフォーミュラ1（F1）の世界選手権レース「サウジアラビアグランプリ」がジェッダ・コーニッシュ・サーキットにて開催されたが、将来的に常設サーキットでの開催を目指し、キディヤに新サーキット「スピード・パーク・トラック」の計画を発表するに至った。

### ドラゴンボールテーマパーク
2024年3月22日、東映アニメーションとパブリック・インベストメント・ファンドの子会社キディヤ・インベストメント・カンパニーは、世界初となる鳥山明の漫画『ドラゴンボール』のテーマパークの建設を発表した。計画では、50万m2を超える広さに、30以上にもおよぶアトラクションに、ランドマークとしてパーク中央に据えられる高さ約70ｍの神龍の他、7つのエリアで構成された敷地にカメハウス、カプセルコーポレーション、ビルスの星など、『ドラゴンボール』を象徴するさまざまな建物を再現する予定である。